# Mínias
Mínias, na mitologia grega, foi um filho de Chryses, filho de Posidão com Chrysogeneia, filha de Almus. Chryses foi o sucessor de Flégias, seu primo, como rei de Orcómeno, na Beócia.
Mínias sucedeu seu pai como rei, e o povo passou a se chamar de mínios. Mínias se tornou muito rico, e foi o primeiro rei a construir um tesouro real, para guardar suas riquezas. Segundo Pausânias, o tesouro de Mínias era uma maravilha igual a nenhuma outra na Grécia; ele comenta que os gregos admiravam as maravilhas do mundo exterior, mas ignoravam as próprias, descrevendo com detalhes as pirâmides do Egito mas negligenciando o tesouro de Mínias e as muralhas de Tirinto, não menos maravilhosas que as pirâmides.
Ele teve um filho chamado Orcómeno, seu sucessor, a partir do qual a cidade ganhou este nome.
Ele foi o pai de Clímene, que casou-se com Céfalo e teve o filho Íficlo.
De acordo com Higino, vários argonautas eram chamados de mínios, por serem netos de Mínias através de suas filhas:
- Íficlo, filho de Phylacus e Periclímene, filha de Mínias
- Admeto, filho de Feres e Periclímene, filha de Mínias

Além disso, a mãe de Jasão era filha de Clímene, filha de Mínias.